# Chalil-Salim Dżabara
Chalil-Salim Dżabara (arab.: خليل سليم جبارة, hebr.: חליל-סלים ג'בארה,  ang.: Halil-Salim Jabara, ur. w 1913 w At-Tajjibie, zm. 1999) – izraelski urzędnik państwowy i polityk narodowości arabskiej, w latach 1964–1965 poseł do Knesetu.

## Życiorys
Urodził się w 1913 w At-Tajjibie w ówczesnym Imperium Osmańskim.
Ukończył arabski college w Jerozolimie. W latach 1932–1948 pracował w biurze geodezyjnym Brytyjskiego Mandatu Palestyny. W niepodległym Izraelu był w latach 1951–1955 dyrektorem urzędu podatkowego w tzw. arabskim trójkącie (Tulkarm-Dżanin-Nablus), a przez kolejne trzy lata dyrektorem funduszu chorobowego Kupat Cholim.
Był aktywnym departamentu arabskiego Achdut ha-Awoda. Z listy tego ugrupowania bezskutecznie walczył o mandat poselski w wyborach parlamentarnych w 1961, w składzie piątego Knesetu znalazł się jednak 11 maja 1964, zastępując  Jicchaka Ben Aharona. Zasiadał w komisji służby publicznej. W 1965 utracił miejsce w parlamencie.
Zmarł w 1999.